# Ильо Стоянов
Ильо Стоянов Илиев български поборник, четник в Първа българска легия и участник в Априлското въстание от 1876 г.
Роден е в град Панагюрище и работи като терзия (шивач) в родния си град, Копривщица, Цариград и Букурещ. Като четник на Георги Раковски в Белград изпълнява поръчки на войводата през 1862 г. След две години емигрира във Влашко, а от 1867 г. се включва в четническото движение. Когато през 1870 г. се завръща в Панагюрище, в дома си укрива Васил Левски. Във връзка с подготовката на Априлското въстание служи като комитетски куриер между Панагюрския и Търновския революционен окръг. Във въстанието Ильо Стоянов е стотник, командир на чета от стотина души. С тази чета служи като охрана на прохода към Златица.
След неуспеха на въстанието се укрива в Средна гора, начело на малка хайдушка чета. През Освободителната война подпомага войските на генерал Виктор Дандевил при освобождението на Средногорието и родното Панагюрище. През 1878 г. се явява като борец срещу несправедливите решения на Берлинския конгрес.
Ильо Стоянов Илиев умира през 1921 година в Панагюрище.